# Træskomaleren
Træskomaleren er betegnelsen for en bestemt kalkmaler der var aktiv på Fyn og omliggende øer i årtierne før og efter 1500.
Man kender ikke hans rigtige navn, men han kaldes for træskomaleren, fordi der i flere af hans fremstillinger er malet en træsko, Som regel står hans træsko alene. De er spidssnudede og har høje klamper. I Sønder Nærå Kirke har han malet en strudselignende fugl med træsko . 
Træskomalerens udsmykninger forekommer usammenhængende, lidet religiøse og primitive.[kilde mangler] At vi kender hans malerier i ca. 25 kirker taler for, at han i senmiddelalderen var anerkendt. Foruden træsko kan man blandt hans enkeltmotiver finde en del  vrængende hoveder, der er malet omkring kirkernes ventilhuller, der er hovedernes mund. Vrængemasker findes i mange danske kirker .
I Hesselager Kirke har han foruden en forvrænget fremstilling af fabelen om ræven og storken malet en labyrint.
- Den strudselignende fugl med træsko
- Labyrinten i Hesselager Kirke